# Mundesley
Mundesley ist eine Ortschaft an der Nordküste der englischen Grafschaft Norfolk ungefähr elf Kilometer östlich von Cromer und ungefähr sechs Kilometer westlich von Bacton. Mundesley ist seit dem 19. Jahrhundert ein touristisch geprägter Ort.

## Wirtschaft
Ab der zweiten Hälfte des 19. Jahrhunderts erlebte das Städtchen, ähnlich wie die größere Nachbarstadt Cromer, einen wirtschaftlichen Aufschwung, bedingt durch die neue Eisenbahnlinie, die es vor allem für Londoner zu einem Urlaubsziel machte. 
Die Bahnlinie durch Mundesley gibt es heute nicht mehr, Schienenteile verschmutzen aufgrund von Erosion die Klippen und den Strand.  Einige große Hotels und Häuser aus der viktorianischen Zeit zeugen noch von der ehemaligen Blütezeit. Mundesley besitzt weitgestreckte Sandstrände mit bunten Strandhäuschen und einige Campingplätze. Seit Jahren wird Mundesley die „Blaue Flagge“ für die ausgezeichnete Qualität seines Meerwassers verliehen.

## Sehenswürdigkeiten

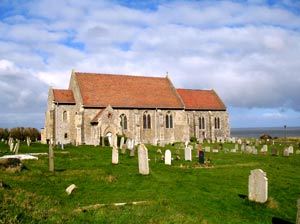
Kirche „All Saints“, Mundesley

An der Küstenstraße von Mundesley Richtung Bacton befindet sich die restaurierte Windmühle „Stow Mill“, auch als „Paston Windmill“ bekannt. Der 1827 erbaute vierstöckige Turm diente als Getreidemühle und beherbergt heute ein kleines See-Museum.
Die normannische Kirche All Saints (Allerheiligen) von Mundesley befindet sich auf den Klippen oberhalb der See. Hundert Jahre lang, bis zum Jahre 1905, war sie eine Ruine, wurde dann aber bis 1914 etappenweise restauriert. Die Außenwände sind mit den in Norfolk traditionellen Feuersteinen verkleidet, wie es charakteristisch ist für den älteren Teil des Dorfes. Die beiden großen Buntglasfenster zeigen eine Anbetungsszene sowie Christus als Weltenherrscher.